# My Name (grupo musical)
My Name (del coreano: 마이네임); en japonés: マイネーム; estilizado como MYNAME) es una boy band surcoreana del sello discográfico de H2 Media y creada por el miembro de Fly to the Sky, Hwanhee. El grupo está conformado por InSoo, GunWoo, SeYong, Jun.Q y ChaeJin. Debutaron con su canción "Message" (메시지; Mesiji) en octubre de 2011.

## Historia

### 2011: Debut
El 30 de julio de 2011, Hwanhee, miembro de Fly to the Sky, anunció que promocionaría un nuevo grupo musical o idol band. Los cinco miembros del grupo; con el tiempo ellos fueron apodados Hwanhee boys (lit. Chicos Hwanhee). Hwanhee durante dos años los estuvo amaestrando y reforzando en diferentes áreas. Él se desempeñó como su entrenador vocal y productor musical. El grupo estuvo presentándose entre septiembre y octubre de ese año. Su debut oficial, fue el 27 de octubre de 2011, en el programa musical M! Countdown con su canción "Message".
Aunque en la escuela media, SeYong fue un aprendiz de JYP Entertainment por tres años, comenzando desde el 2007. Él fue obligado a retirarse por "problema personales" y después fue unido a la agencia actual. SeYong después fue una estrella en el drama "I Believe in Love" de KBS. InSoo audicionó para Superstar K2 en 2010. En el show figuraron sus estudios como el mayor bailarín en la universidad. En una visa que hizo a su amigo Seungho de MBLAQ, él le entregó la información y lo estimuló antes de su audición.[cita requerida]
My Name fue invitado a un reality show en "SBS MTV" titulado Ta-Dah It's My Name. El episodio fue grabado el 25 de octubre de 2011, y el programa comenzó su transmisión regularmente, el 5 de noviembre de ese mismo año. El 26 de octubre de 2011, el vídeo musical teaser para el sencillo debut de My Name, "Message" (메시지; Mesiji) fue publicado. El vídeo completo fue publicado el siguiente día.
Después comenzaron las promociones para "Message" con las versiones acústica y dance junto al dúo indie Rooftop Moonlight. My Name hizo un cameo en el drama Dream High 2 de KBS en enero de 2012.[cita requerida]

### 2012: "Hello & Goodbye" y debut japonés
H2 Media primero anuncio el regreso del grupo el 16 de mayo de 2012 así como también el nombre del grupo fan oficial, "MY girl".
My Name publicó el vídeo musical para "Hello & Goodbye" el 31 de mayo de 2012 como el título para el sencillo que fue publicado el día siguiente. La actriz "Son Eun Seo" fue la coprotagonista del vídeo. Su preparación y promoción para el álbum así como su preparación para su debut japonés fueron cronológicamente en una nueva temporada de SBS MTV's Diary los cuales fueron premiados el 25 de junio de 2012.
My Name hizo oficial su debut japonés con el lanzamiento de su sencillo "Message" en su versión japonesa el 25 de julio de 2012. Esto fue acompañado por una marca de un nuevo vídeo musical para la canción así como un vídeo musical para la pista original en japonés, "Summer Party". Ellos siguieron con su debut, hicieron una presentación en el Shibuya-AX en Tokio con 2.000 fanes asistentes. En agosto, el grupo se convirtió en el modelo masculino para la marca japonesa de ropa "San-ai".
El grupo hizo el lanzamiento de su segundo sencillo japonés "What's Up" el 21 de noviembre de 2012 con los vídeos para el título de la pista y la versión japonesa de "Hello & Goodbye". El grupo llevó a cabo el primer concierto en solo con cerca de 5.000 fanes en Osaka y Tokio (Japón), los días 15 y 17 de diciembre de 2012, respectivamente.

### 2013: "Baby I'm Sorry", sencillos coreanos, primer álbum japonés y actuación
Después se esforzaron en respaldar desde octubre de 2012 su lanzamiento, My Name publicó su segundo sencillo el 25 de enero de 2013, llamado "그까짓거 (Just That Little Thing)."  El grupo realizó exitosamente su primer concierto solo en Corea el 3 de marzo de 2013 en el Interpark Art Center en Seúl  También continuaron con sus actividades en Japón, el grupo estuvo cocinando en "MY NAME W Kitchen", su estreno fue presentado el 7 de enero de 2013 en  Tokyo MX.  
El coanfitrión fue Nagao Mariya de AKB48, el objetivo fue presententar la comida coreana a la audiencia japonesa. 
El 28 de marzo de 2013, My Name publicó su primer álbum japonés de larga duración "We Are MYNAME" el 28 de marzo de 2013, con su canción principal 'We Are the Night", la cual se posicionó en el tercer pueso del listado diario y semanal de Oricon. En respaldo de su publicación, My Name realizó varios conciertos en Japón, escogiendo como escenarios las ciudades de Osaka, Nagoya y Tokio, los días 18, 19 y 25 de mayo, respectivamente.
H2 Media anunció en julio de 2013 el regreso del grupo con el lanzamiento del primer miniálbum, que ncesitó 500 millones de Won en la producción del vídeo musical y la película corta de la pista "Baby I'm Sorry". Filmado en Busan, el vídeo musical estuvo inspirado en la película coreana del año 2001 "Friend", que trata de un grupo de amigos quienes aspiran a pertenecer al grupo, en el mundo de -back-alley-. Dirigido por Zany Bros, el vídeo musical cuenta con la participación del actor Yo Oh Seong (quien aparece en la película) y los luchadores de artes marciales mixtas Choo Sung Hoon y Kim Dong Hyun. H2 Media planeó introducir los 30 minutos de la versión de la película corta en la versión del vídeo musical en los festivales cinematográficos.
El vídeo musical fue publicado el 4 de julio de 2013 y fue clasificado con +19 por la violencia. El grupo publicó el miniálbum completo el los sitios musicales por internet e hicieron su regreso con una representación en el  M! Countdown  el mismo día. El álbum físico, fue publicado el 9 de julio de 2013, ambos estuvieron el la cima de las listas The Hanteo y Gaon, posicionándose como #1 con la impresión inicial de 20.000 unidades, todas vendidas y luego, más 20.000 copias también vendidas rápidamente. 
Mostrando su primera presentación en el Music Bank de KBS del 19 de julio de 2013, "Baby I'm Sorry" debutó como #5, el grupo obtuvo la más alta posición nunca antes obtenida en el Countdown.
El grupo también fue la estrella invitada en el episodio 08 de la serie Thunderstruck Stationery de Tooniverse el 12 de septiembre.[cita requerida]
My Name restableció comunicación con Lee Hyun Do del legendario dúo de hip hop coreano Deux para su tercer sencillo. Lee bajo el sobrenombre D.O, escribió, compuso y colaboró en la pista "Day by Day"; el álbum es de estilo hip hop y R&B. El sencillo y el vídeo musical para "Day by Day" fue publicado el 11 de octubre de 2013, con el álbum en físico publicado el día siguiente. El grupo primero presentó su canción en Simply K-pop de Ariang el 7 de octubre mientras elaboraban su presentación de su regreso en el Musik Bank de KBS e Inkigayo de SBS para el siguiente fin de semana.[cita requerida]
El 23 de septiembre, el tráiler para la primera película japonesa de My Name "Shinokubo Story" fue revelado en línea. La película, publicada el 16 de noviembre de 2013, ésta muestra la historia de cinco hombres coreanos jóvenes de diferentes formas de vida quienes pasan a formar parte de un potencial grupo de K-pop del barrio "Shin-Ōkubo" de Tokio.[cita requerida]
Adicionalmente a su debut en la actuación, My Name publicó su siguiente sencillo japonés titula lo "Shirayuki" el 20 de noviembre y debutó como #6 en el listado diario y semanal de Oricon. y #7 en el listado mensual con ventas de 25,263 álbumes El vídeo musical fue publicado el 2 de noviembre. El sencillo incluía "Sha La La" que fue usado como el tema opening y ending para la emisión real del Campeonato Nacional de liceos de Béisbol en julio de 2013 en Japón. Así mismo participaron en comerciales de televisión para Aoyama Mainland.

### 2014: Segundo álbum japonés y giras
My Name continuó sus conciertos en Tokio y Osaka para su gira "Hands Up" el 12 y 13 de enero de 2014, respectivamente, en preparación para el lanzamiento de su segundo álbum japonés de larga duración, titulado Five Stars.
El vídeo musical de la canción principal del álbum, "F.F.Y.", fue publicado el 19 de febrero El álbum fue publicado por vía internet el 19 de marzo y en físico el 26 de marzo de 2014. El álbum vendió 19,473 copias en físico el primer día de su lanzamiento y obtuvo el segundo puesto en el listado diario de Oricon. El grupo completó seis días de su Live House Tour 2014 Wow en mayo, para apoyar su lanzamiento.
El grupo también cantó el tema "Take Me to the Moon" para la película "Taekwondo Soul - Rebirth" (テコンドー魂～REBIRTH) de la compañía Toei, publicada el 15 de febrero de 2014.
SeYong ganó al participar en el reality de series de baile Idol Dance Competition D-STYLE como el ídolo masculino #1. Con la ídolo femenina winner, de la banda Global Icon de OneKet, SeYong ganó una aprobación de un acuerdo con DEMISODA el cual lo incluyó como un CF en un comercial de televisión en el que también participó InSoo y ChaeJin.

### 2015: Regreso a Corea, tercer álbum japonés yMYBESTNAME
My Name completó su octava gira musical, titulada "Wow 3!” and "Wow Especial ~Complete~"  en enero de 2015.
El segundo miniálbum coreano del grupo fue publicado el 12 de febrero, con el título "너무 Very 막" ("too very so Much"). La canción fue producida por Kim Gun Woo, conocido por sus trabajos con MC Mong y la banda Supreme Team; por ser el letrista de su tema 220volt. El vídeo musical, contó con la participación del modelo Kim Jin Kyung, éste fue publicado el mismo día y la versión de danza coreográfica fue publicada el siguiente día.
Ésta fue marcada como su primera fase desde su debut porque ellos demostraban ser capaces de actuar en todos los cuatro principales programas de música de Corea, el mismo fin de semana con el lanzamiento de su álbum.
El grupo publicó su álbum japonés I.M.G. ~Without you~ el 10 de marzo, junto al sencillo principal Top The Time.
Un minuto preliminar del vídeo musical fue filmado en Tailandia y fue publicado en el canal oficial del grupo en Youtube, el 8 de febrero y el vídeo musical completo fue publicado el 2 de marzo. El álbum encabezó el listado diario de álbumes de Oricon, puesto que vendió 34,879 copias del álbum en solo 24 horas.  "Stop The Time" 
también fue elegida como el tema principal para el drama Five Star Tourist de NTV.
Coincidiendo con los nuevos álbumes, My Name publicó un cuarto disco 2014 Special DVD el cual incluía del vídeo completo de su gira en Japón del 2014, "2nd Hall Tour" y "~Hands Up~" y su primer concierto en solo coreano "The Beginning". El DVD también incluía el vídeo completo de la película corta de Baby I'm Sorry, disponible para el público en el primer momento desde el lanzamiento del miniálbum del 2013.[cita requerida]
My Name publicó su cuarto sencillo coreano Just Tell Me el 13 de mayo.
Al celebrar el tercer aniversario de su debut japonés, My Name publicó su cuarto sencillo Hello Again el 28 de julio. El sencillo debutó como el #1 en el listado diario de Orión con 31,129 unidades vendidas. Éste es su segundo #1 posicionado en las listas diarias, pero el primero para ser un sencillo. El grupo también realizó diferentes eventos especiales en Osaka y Tokio con sus fanes, en el mes de agosto.[cita requerida]
En agosto, un fan fue elegido para seleccionar el listado de las mejores canciones de los álbumes anteriores, para el nuevo álbum MYBESTNAME el cual fue publicado el 4 de noviembre. El álbum incluía el Top 10 de las canciones escogidas por el fan más canciones escogidas por los miembros y una nueva canción, "My Girl". MYBESTNAME debutó como el #4 en el listado diario de Oricon, pero saltó a la posición #1 con ventas de 22,798. Para acompañar el lanzamiento del álbum, My Name comenzó una gira nacional, en un mes y hará un fan meeting en Tokio el 28 de noviembre.[cita requerida]
El 10 de noviembre, Gun Woo anunció en Twitter su primer miniálbum en solo publicado en Japón.[cita requerida]

## Miembros
| Miembros         | Miembros                | Miembros                          | Miembros |
| Nombre artístico | Nombre de nacimiento    | Fecha de nacimiento               |          |
| ---------------- | ----------------------- | --------------------------------- | -------- |
| In Soo           | （강인수）Kang In Soo   | 10 de marzo de 1988 (37 años)     |          |
| Gun Woo          | （이건우）Lee Gun Woo   | 30 de enero de 1989 (36 años)     |          |
| Se Yong          | （김세용）Kim Se Yong   | 20 de noviembre de 1991 (33 años) |          |
| Jun.Q            | （강준규）Kang Jun Kyu  | 9 de agosto de 1993 (31 años)     |          |
| Chae Jin         | （채진석）Chae Jin Seok | 26 de diciembre de 1995 (29 años) |          |

## Discografía Coreana

### Sencillos digitales
| Año  | Información del álbum                                                                                       | Posición más alta | Listado de canciones |
| Año  | Información del álbum                                                                                       | KOR               | Listado de canciones |
| ---- | --- | ----------------- | --- |
| 2011 | "Message" - Lanzamiento: 27 de octubre de 2011 - Idioma: Coreano - Duración: 11:18 - Discográfica: H2 Media | 128               | 1. "Message" (메시지; Mesiji) 2. "Message" (메시지; Mesiji) (Versión acústica) 3. "Message" (메시지; Mesiji) (instrumental) |

### Sencillos
| 2012 | "MYNAME 1st Single" - Lanzamiento: 1 de mayo de 2012 - Idioma: Coreano - Duración: 13:40 - Discográfica: H2 Media - Ventas: 7,919+      | 7  | 1. "Say My Name (Intro)" 2. "Hello & Goodbye" 3. "Replay" 4. "Girlfriend" 5. "I'll Forget... (Outro)" (잊을게) feat. Hwanhee                        |
| 2013 | "MYNAME 2nd Single" - Lanzamiento: 25 de enero de 2013 - Idioma: Coreano - Duración: 12:49 - Discográfica: H2 Media - Ventas: 14,576+   | 4  | 1. "Scream My Name (Intro)" 2. "Just That Little Thing (그까짓거)" 3. "Astonished (어이없어)" 4. "Crush On You (끌리잖아)" 5. "Dream.. (Outro)"     |
| 2013 | "MYNAME 3rd Single" - Lanzamiento: 11 de octubre de 2013 - Idioma: Coreano - Duración: 14:02 - Discográfica: H2 Media - Ventas: 11,357+ | 12 | 1. "Intro (It's Gonna Be Alright)" 2. "Day by Day" feat. Lee Hyun Do (miembro de Deux) 3. "지울수없는 (Memory)" 4. "U-Turn" 5. "Outro (Goodbye)"    |
| 2015 | "MYNAME 4th Single" - Lanzamiento: 13 de mayo de 2015 - Idioma: Coreano - Duración: 11:11 - Discográfica: H2 Media - Ventas: 10,315+    | 6  | 1. "Get Ready" 2. "딱 말해 (Just Tell Me)" 3. "사랑해 My Girl (I Love You My Girl)" 4. "OOparts" 5. "잠을 너무 못 잤나봐 (Can't Get So Much Sleep)" |
| 2015 | "—" indica que no hubo medición o lanzamiento en ese territorio.                                                                        |    | |

### Miniálbumes
| Año  | información del álbum | Posición más alta | Listado de canciones |
| Año  | información del álbum | KOR               | Listado de canciones |
| ---- | --- | ----------------- | --- |
| 2013 | MYNAME 1st Mini Album - Lanzamiento: 4 de julio de 2013 - Idioma: Coreano - Duración: 22:27 - Discográfica: H2 Media, LOEN Entertainment - Ventas: 35,779+ | 1                 | 1. Baby I’m Sorry 2. In My Place 3. Let Me Cry 4. 그래 바로 너야 (You're The One) 5. Luv Taker 6. Baby I’m Sorry (Inst.)                |
| 2015 | MYNAME 2nd Mini Album - Lanzamiento: 12 de febrero de 2015 - Idioma: Coreano - Discográfica: H2 Media, LOEN Entertainment - Ventas: 4,569+                 | 3                 | 1. 너무 Very 막 (Too Very So Much) 2. 고장난 시계 (Broken Watch) 3. Light (선물) 4. Reason 5. 메이데이 (Mayday) 6. 너무 Very 막 (Inst.) |

## Discografía japonesa

### Sencillos japoneses
| Año  | Información | Lista de canciones | Posicionamientos  | Posicionamientos   | Posicionamientos   | Posicionamientos        | Ventas                                                           |
| Año  | Información | Lista de canciones | JPN Oricon Diario | JPN Oricon Semanal | JPN Oricon Mensual | Billboard Japan Hot 100 | Ventas                                                           |
| ---- | --- | --- | ----------------- | ------------------ | ------------------ | ----------------------- | ---------------------------------------------------------------- |
| 2012 | "Message (Versión japonesa)" - Lanzamiento: 25 de julio de 2012 - Idioma: Japonés - Discográfica: H2 Media, Yoshimoto R and C | Ver listaTracklist CD+DVD (Tipo A) 1. "Message (Versión japonesa)" (メッセージ; Messēji) 2. "Summer Party" 3. "I Want To" 4. "Message (Versión japonesa)" (メッセージ; Messēji) (Versión vocal) 5. "Summer Party" (Versión vocal.) 6. "I Want To" (Versión vocal.) CD+DVD (Tipo B) 1. "Message (Versión japonesa)" (メッセージ; Messēji) 2. "Summer Party" 3. "Everlastin'Luv" 4. "Message (Versión japonesa)" (メッセージ; Messēji) (Versión vocal) 5. "Summer Party" (Versión vocal) 6. "Everlastin'Luv" (Versión vocal) WEB CD 1. "Message (Versión japonesa)" (メッセージ; Messēji) 2. "Summer Party" 3. "Message (Versión japonesa)" (メッセージ; Messēji) (Versión vocal) 4. "Summer Party" (Versión vocal)) | 7                 | 14                 | 43                 | —                       | 12,433 (Semanal) 14,521 (Mensual) 17,630 (Total)                 |
| 2012 | "What's Up" - Lanzamiento: 21 de noviembre de 2012 - Idioma: Japonés - Discográfica: H2 Media, Yoshimoto R and C              | Ver listaTracklist CD+DVD (Type A) 1. "What's Up" 2. "Hello&Goodbye (Versión japonesa)" 3. "Adrenaline" 4. "What's Up" (Versión vocal) 5. "Hello&Goodbye (Versión japonesa)" (Versión vocal) 6. "Adrenaline" (Versión vocal) CD+DVD (Tipo B) 1. "What's Up" 2. "Hello&Goodbye (Versión japonesa)" 3. "Read Between The Line" 4. "What's Up" (Versión vocal) 5. "Hello&Goodbye (Versión japonesa)" (Versión vocal) 6. "Read Between The Line" (Versión vocal) WEB CD 1. "What's Up" 2. "Hello&Goodbye (Versión japonesa)" 3. "What's Up" (Versión vocal) 4. "Hello&Goodbye (Versión japonesa)" (Versión vocal) 5. "Everlastin' Luv (Versión acústica)"                                                              | 5                 | 9                  | 24                 | 85                      | 12,948 (Daily) 19,366 (Weekly) 21,389 (Monthly) 22,741 (Overall) |
| 2013 | "Shirayuki" - Lanzamiento: 20 de noviembre de 2013 - Idioma: Japonés - Discográfica: H2 Media, Yoshimoto R and C              | Ver listaTracklist CD+DVD (Tipo A) 1. "Shirayuki" 2. "Sha la la" 3. "Miracle" 4. "Shirayuki" (Versión vocal) 5. "Sha la la" (Versión vocal) 6. "Miracle" (Versión vocal) DVD: "Shirayuki" music video + bonus video CD+DVD (Tipo B) 1. "Shirayuki" 2. "Sha la la" 3. "Zoom Zoom" 4. "Shirayuki" (Versión vocal) 5. "Sha la la" (Versión vocal) 6. "Zoom Zoom" (Versión vocal) DVD: "Sha la la" music video + bonus video WEB CD 1. "Shirayuki" 2. "Sha la la" 3. "Baby I'm Sorry (Versión japonesa)" 4. "Shirayuki" (Versión vocal) 5. "Sha la la" (Versión vocal) | 6                 | 7                  | 26                 | —                       | — (Diario) 25,263 (Semanal) 26,746 (Mensual) — (Total)           |
| 2015 | "Hello Again" - Lanzamiento: 28 de julio de 2015 - Idioma: Japonés - Discográfica: H2 Media, Yoshimoto R and C                | Ver listaTracklist ALBUM+DVD (First Press Limited Edition) 1. "Hello Again" 2. "ささくれ" 3. "Sugar" DVD: "Hello Again" music video + Music video shooting (Película documental) Normal Edition 1. "Hello Again" 2. "ささくれ" 3. "Hands Up!" WEB CD 1. "Hello Again" 2. "ささくれ" 3. "Sugar" 4. "Hands Up!" | 1                 | 3                  | —                  | —                       | 31,129 (Diario) 44,461 (Semanal) — (Mensual) — (Todo)            |

### Álbumes Japoneses
| Año  | Información | Lista de canciones | Posicionamientos | Posicionamientos  | Posicionamientos   | Posicionamientos        | Ventas                                                             |
| Año  | Información | Lista de canciones | JPN Oricon Daily | JPN Oricon Weekly | JPN Oricon Monthly | Billboard Japan Hot 100 | Ventas                                                             |
| ---- | --- | --- | ---------------- | ----------------- | ------------------ | ----------------------- | ------------------------------------------------------------------ |
| 2013 | We Are MYNAME - Lanzamiento: 28 de marzo de 2013 - Idioma: Japonés - Discográfica: H2 Media, Yoshimoto R and C        | Ver listaTracklist CD 1. INTRO ～Departure of the Ship～ 2. WE ARE THE NIGHT 3. Message (Versión japonesa) 4. (IF YOU WANNA) BE MY BABY 5. Hello&Goodbye (Versión japonesa) 6. What's Up 7. Anonymous 8. Run Bum Bum 9. INTERLUDE ～Sea of Love～ 10. Read Between the Lines 11. Replay (Japanese ver.) 12. Beautiful Life 13. PARI PARI (「그까짓거」Versión japonesa.) 14. You're Waiting For Me DVD 1. LIVE MOVIE「MYNAME 1st LIVE ～What's Up～」 (2012.12.17 Zepp Tokyo) 2. MUSIC CLIPS 3. Message (Versión japonesa) 4. SUMMER PARTY 5. What's Up 6. Hello & Goodbye (Versión japonesa) 7. WE ARE THE NIGHT 8. PARI PARI (「그까짓거」Versión japonesa) | 3                | 3                 | —                  | —                       | 20,787 (Diario) 27,813 (Semanal) TBA (Mensual) TBA (Todo)          |
| 2014 | Five Stars - Lanzamiento: 26 de marzo de 2014 - Idioma: Japonés - Discográfica: H2 Media, Yoshimoto R and C           | Ver listaTracklist CD 1. Klick 2. Hocus Pocus 3. F.F.Y. 4. Baby I'm Sorry (Versión japonesa) 5. Five Horse - Interlude 6. STARS 7. Shirayuki 8. We Made It 9. Guilty as Charged 10. Sha la la 11. No Joke 12. Robot Boy 13. Your Answer 14. Girlfriend (Versión japonesa) DVD 1. LIVE - MYNAME Japan Hall Tour 2014 - Hands Up | 2                | 5                 | 21                 | —                       | 19,473 (Diario) 30,081 (Semanal) 31,960 (Mensual) TBA (Total)      |
| 2015 | I.M.G. ~without you~ - Lanzamiento: 10 de marzo de 2015 - Idioma: Japonés - Discográfica: H2 Media, Yoshimoto R and C | Ver listaTracklist CD 1. To The Place 2. Stop the time 3. Music Of My Life 4. Speechless 5. Interlude ～without you～ 6. Day By Day (Versión japonesa) 7. My Love (Westlife cover) 8. 最後の (Labyrinth) 9. Promise Land 10. Last Train 11. The Greatest Story Never Told 12. Day Off 13. Open Your Heart 14. ～without you reprise～ DVD 1. Stop the Time (Video Musical) 2. Stop the Time Member Short Drama 3. Stop the Time (Producción para película ) | 1                | 2                 | 9                  | —                       | 34,879 (Diario) 45,814 (Semanal) 45,814+ (Mensual) 49,371+ (Total) |

## Filmografía

### Figuras en Películas
- 2013: Shinokubo Story - actores principales

### Dramas
- 2011: I Believe in Love (KBS) - Seyong es Lee Seong Min
- 2012: Dream High 2 (KBS) - Episodio 1 cameo
- 2013: Thunderstruck Stationery Store (Tooniverse) - Episodio 8 estrellas invitadas

### Reality shows
- 2010: INFINITE! You Are My Oppa (Mnet) - JunQ como amigo de Yoo Jiae; Episodio 6 y 7
- 2011: Ta-Dah! It's MYNAME Real Story (SBS MTV)
- 2012: Diary (SBS MTV)
- 2013: MYNAME W Kitchen (Tokyo MX)
- 2013: MYNAME is MYNAME (En línea)
- 2012–Presente: Let's Go! Dream Team Season 2 (KBS) - Periódicamente

### Sitios web
- www.myname2013-2nd.com
- www.myname2012.com
- www.myname-jp.com (En Japón)

- Datos: Q487111
- Multimedia: Myname / Q487111